# HV DOS '80
DOS '80 was een Nederlandse handbalvereniging uit het Noord-Brabantse Heesch. DOS werd opgericht op 30 oktober 1980. Bij aanvang van het seizoen 2017/2018 ging de handbalvereniging samenwerken met Olympia '89. Op 1 juli 2020 fuseerde DOS en Olympia als Dynamico.